# Moussoumourou
Moussoumourou é uma cidade no departamento de Tiéfora da Província de Comoé no sudoeste de Burkina Faso. A cidade tem uma população de 1108 habitantes.